# 6196 Bernardbowen
6196 Bernardbowen este o planetă minoră (asteroid) din centura de asteroizi. A fost descoperită pe 28 octombrie 1991 la Kushiro de Seiji Ueda⁠(d). 
Obiectul prezintă o orbită caracterizată de o semiaxă mare de 2,1987985 UAi, o excentricitate de 0,09, o înclinație de 6,19687 ° în raport cu ecliptica.